# Philippine Engelhard

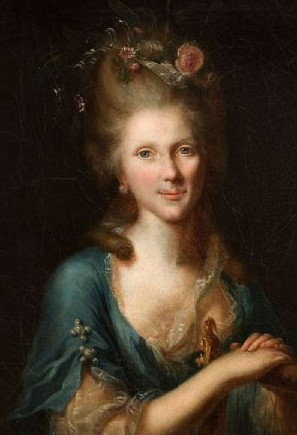
Johann Heinrich Tischbein den äldres porträtt av Philippine Engelhard.

Philippine Engelhard, född Gatterer den 21 oktober 1756 i Nürnberg, död 28 september 1831 i Blankenburg im Harz, var en tysk poet. Hon var en av de så kallade Universitätsmamsellen, en grupp på fem kvinnliga akademiker under 1700- och 1800-talet som var döttrar till akademiker vid universitetet i Göttingen, tillsammans med  Meta Forkel-Liebeskind, Caroline Schelling, Therese Huber och Dorothea Schlözer.  
Philippine Engelhard var dotter till historikern Johann Christoph Gatterer och gift med juristen Johann Philipp Engelhard. Hon blev mor till tio barn, bland vilka märks författaren Karoline Engelhard, juristen Wilhelm Gotthelf Engelhard och Luise Wilhelmine, gift med Johann Gottlob Nathusius. Bland avkomlingar i senare generationer märks författarna Annemarie von Nathusius och Gabriele Reuter.